# شركة الخطوط السعودية للشحن المحدودة
شركة الخطوط السعودية للشحن الجوي (بالإنجليزية: Saudia Cargo) شركة شحن جوي تابعة إلى مجموعة الخطوط السعودية القابضة. تعتبر واحدة من شركات الشحن الجوي الرائدة في الشرق الأوسط.

## خلفية تاريخية

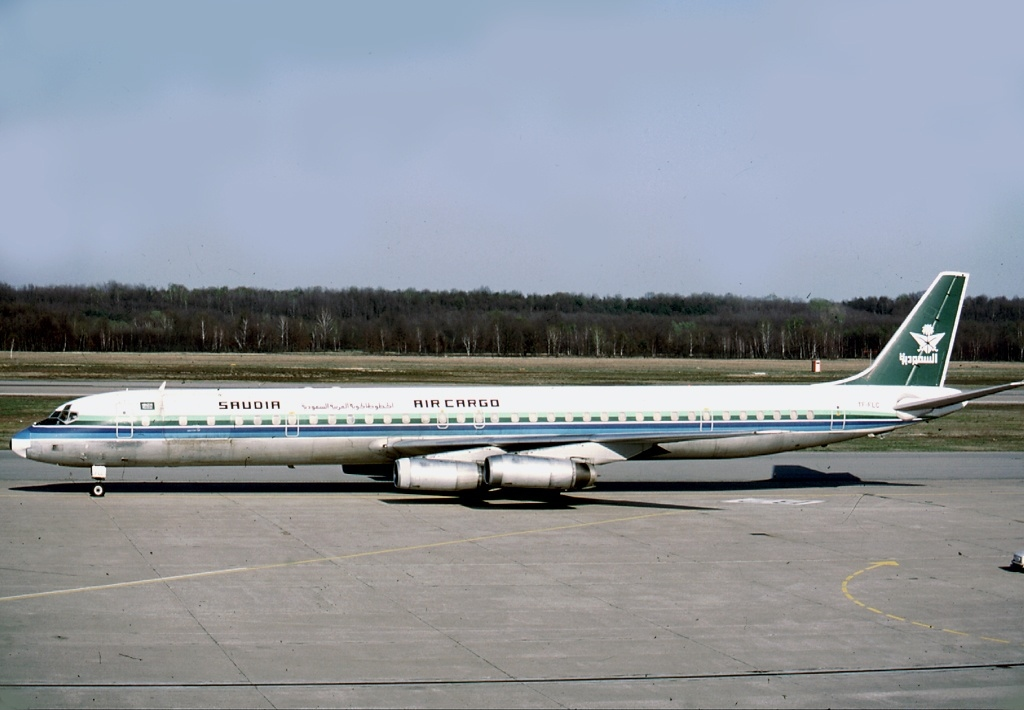
طائرة من طراز ماكدونيل دوغلاس. تابعة للسعودية للشحن الجوي ذات التسجيل TF-FLC، في ميلانو - مالبينسا، إيطاليا، 3 مايو 1985

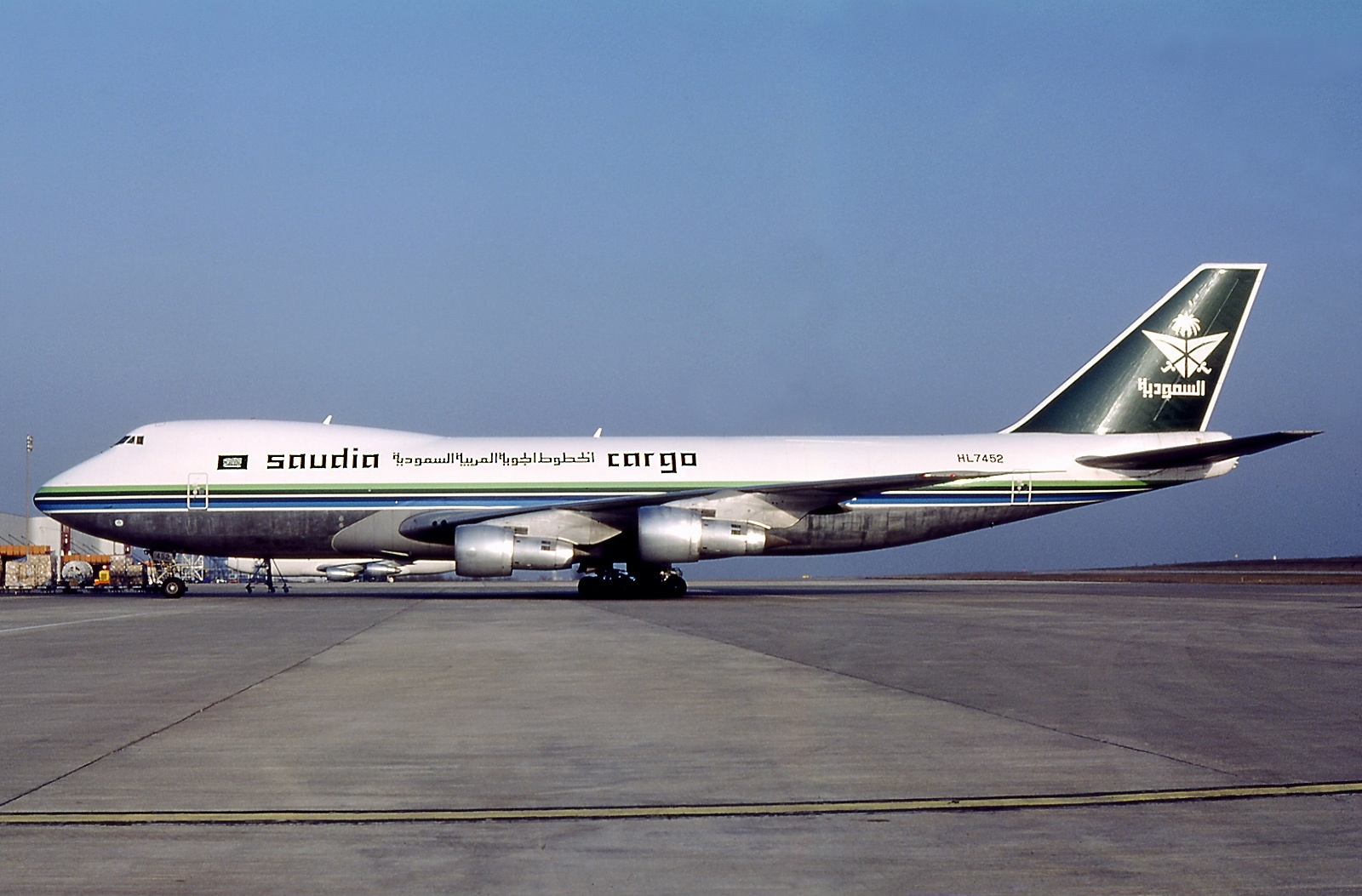
طائرة من طراز بوينغ 747 تابعة للسعودية للشحن الجوي ذات التسجيل HL7452 في باريس - مطار شارل ديغول، فرنسا، في 8 مارس 1983.

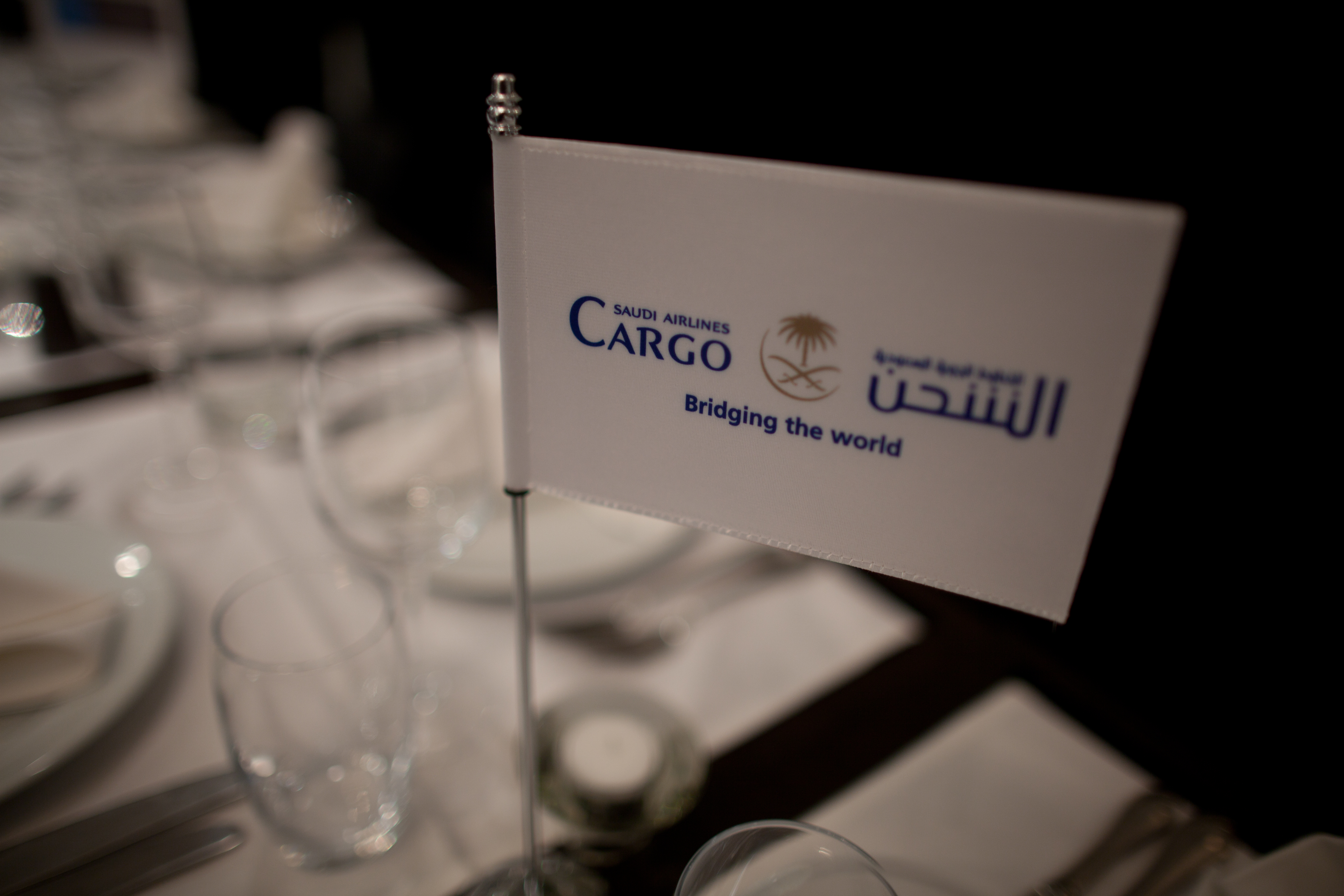
علم يحمل شعار شركة الخطوط السعودية للشحن الجوي

من خلال شبكتها العالمية الواسعة من أربع قارات و 225 وجهة دولية و 26 وجهة محلية، تدير أسطولًا متخصصًا من سفن الشحن وتوفر سعة نقل كبيرة عبر آسيا وأفريقيا وأوروبا والولايات المتحدة الأمريكية.
ومع استمرار أعمال الشحن توسعت مع المحافظة على سمعتها كواحد من أكبر اللاعبين في العالم في سوق الشحن الجوي، عرفت بكفاءتها وموثوقيتها، وتوفير اتصالات آمنة ومريحة من خلال مراكزنا المحلية والدولية. ساعدها موقعها استراتيجيا في المملكة العربية السعودية، حيث تعتبر جسر بين الشرق والغرب من خلال مراكزها، مما يتيح لها المزيد من المرونة لاستخدام قدراتها بكفاءة وتسليم البضائع الخاصة بالعملاء مع الحد الأدنى من وقت المناولة الأرضية.

## المهمة
كونها شركة شحن جوي رائدة ذات شبكة دولية واسعة، فإنها تقدم حلولاً فعالة من حيث التكلفة لمعايير الجودة الدولية وتتجاوز متطلبات العملاء من خلال أشخاص مؤهلين تأهيلاً عالياً وتكنولوجيا مبتكرة.

## الرؤية
خدمة صناعة الشحن الجوي بروح من التميز من خلال تعزيز مستويات الخدمة باستمرار وتطوير حلول لوجستية فعالة لأعلى معايير الصناعة، والاعتراف بها كواحدة من أكثر شركات الشحن الجوي موثوقية في العالم.

## الجوائز والشهادات

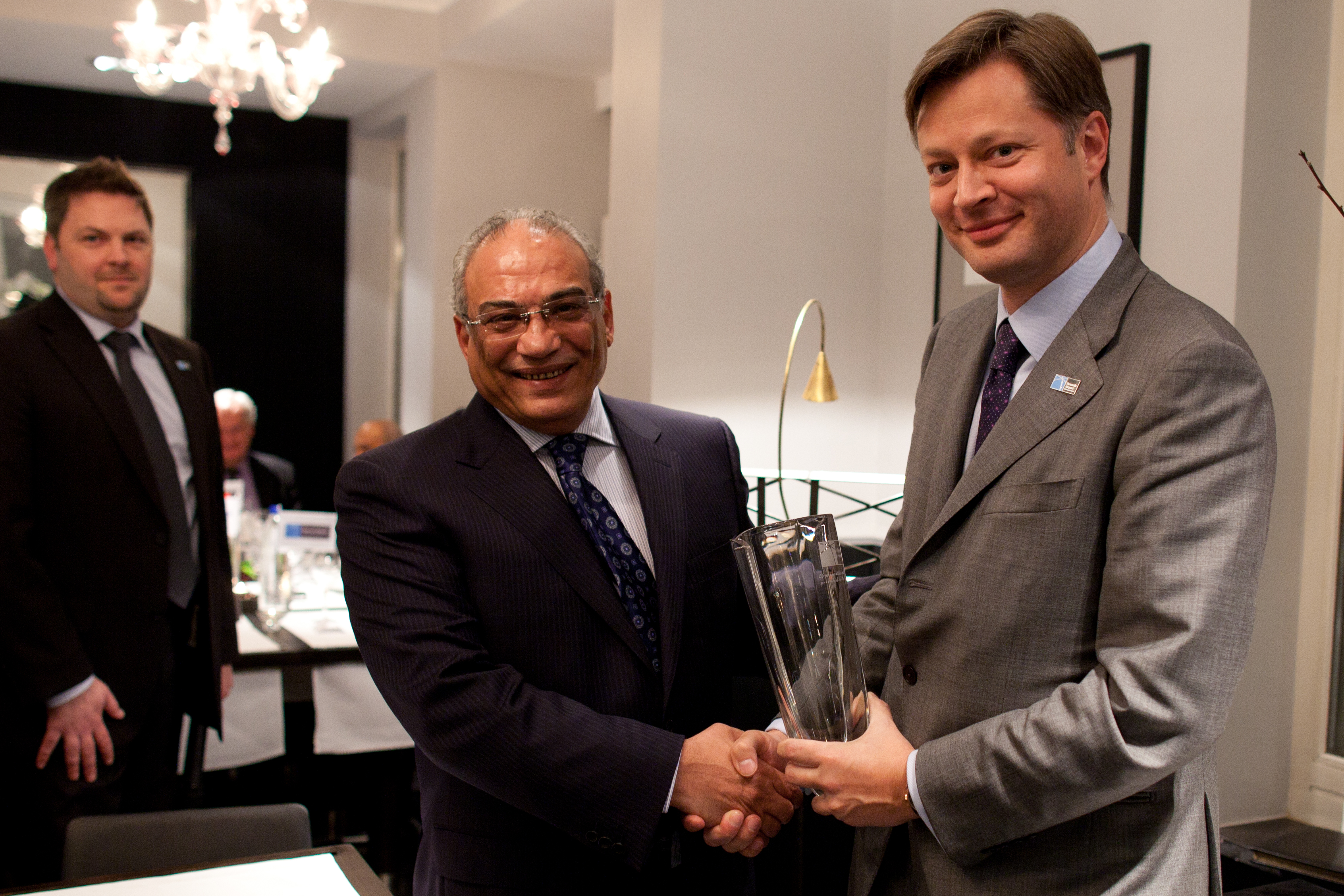
جائزة بمرور 25 سنة للخطوط السعودية للشحن الجوي في مطار بروكسل. يسار: فهد حماد، الرئيس التنفيذي لشركة الخطوط الجوية السعودية للشحن. على اليمين: أرنو فيست، الرئيس التنفيذي لمطار بروكسل

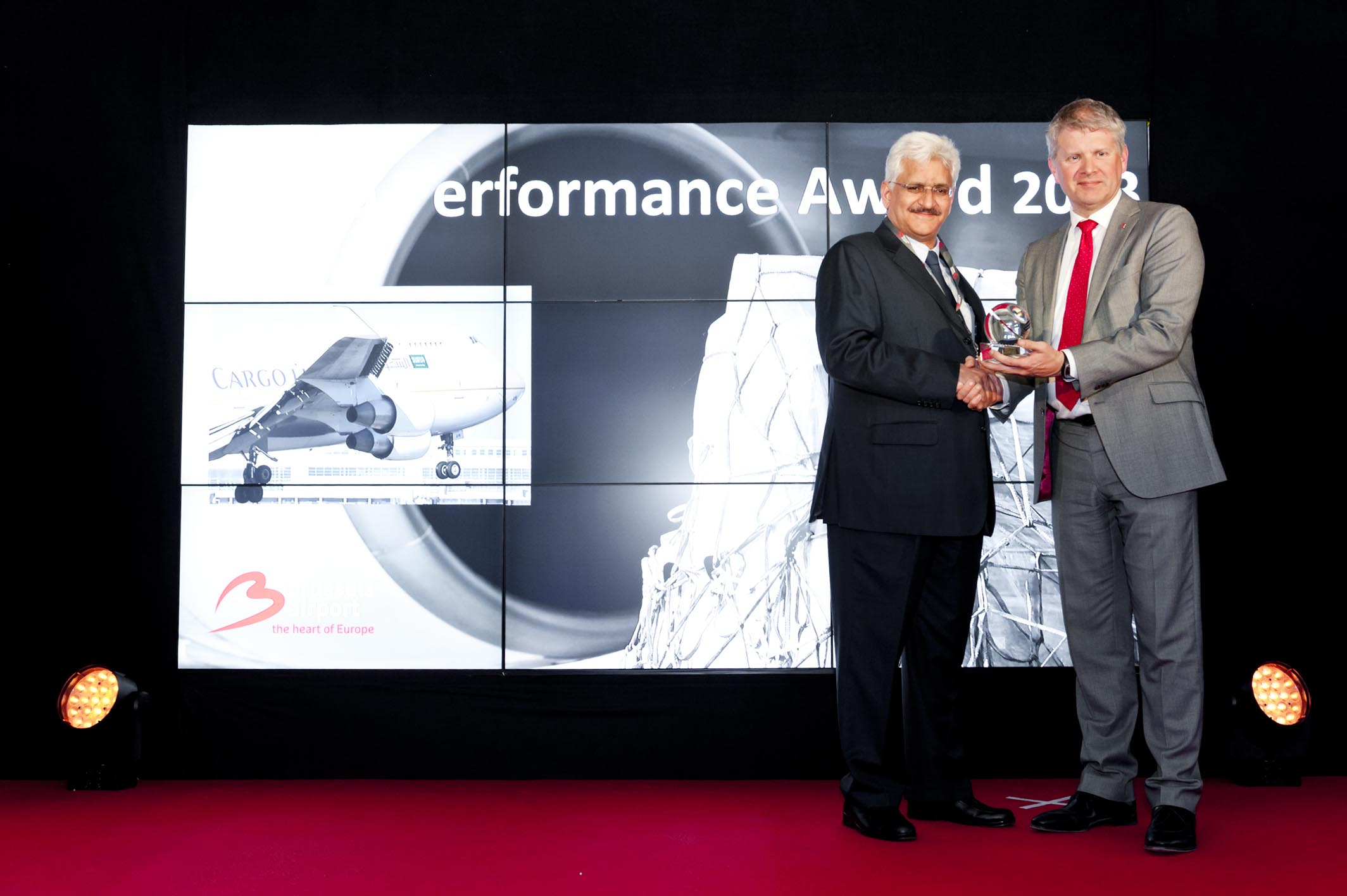
شركة الخطوط السعودية للشحن تفوز بجائزة 2013، بروكسل

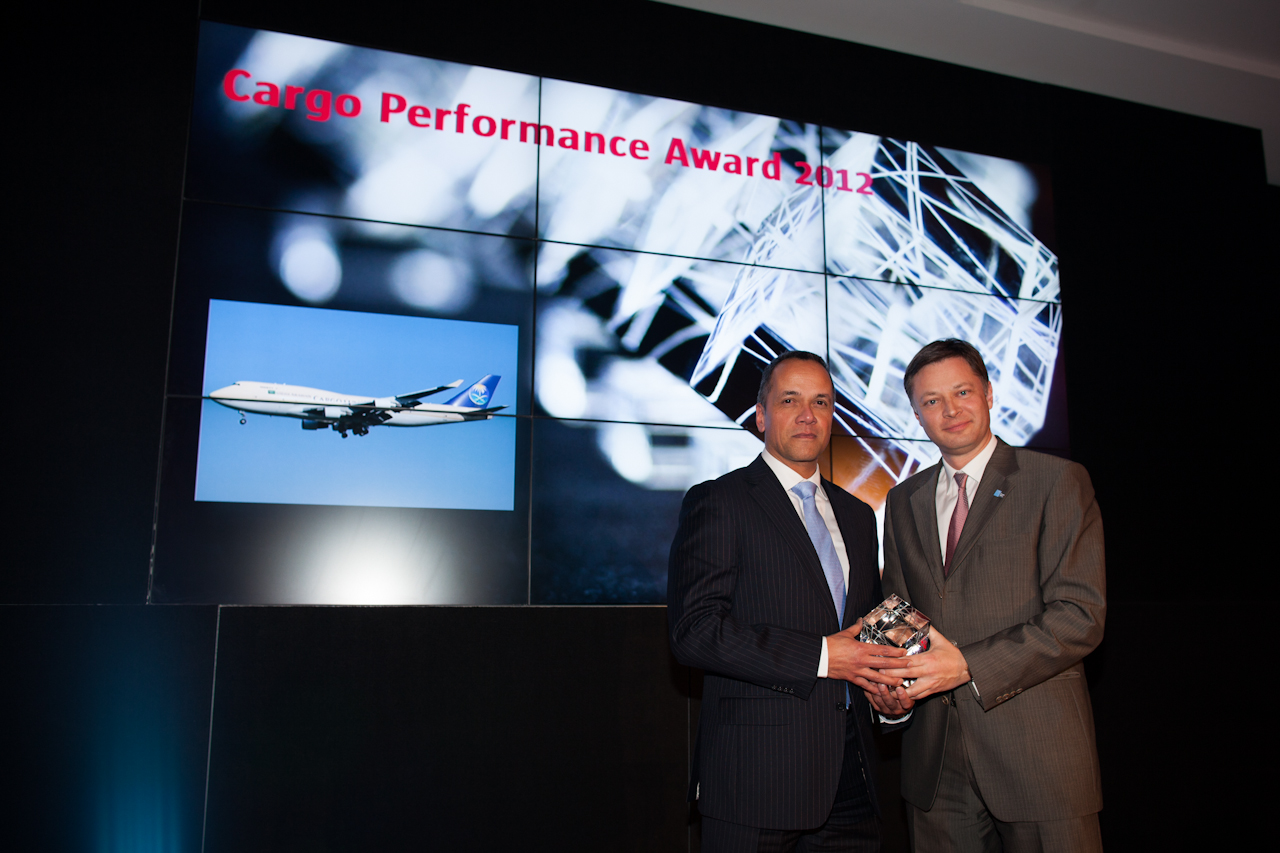
جائزة الأداء لناقلة شحن الخطوط السعودية للشحن في المتوسط بتشغيل 13 رحلة أسبوعيا إلى 7 وجهات في جميع أنحاء العالم، وكانت أكبر ناقلة البضائع في مطار بروكسل لعدة سنوات حتى الآن. 2013

على مدار العقود، تم الاعتراف بها دوليًا من خلال العديد من الإنجازات. بالإضافة إلى ذلك، حيث تعمل وفقًا لمعايير الجودة المنظمة الدولية للمعايير التي (مُنحت لشركة الشحن السعودية في عام 2001) والتي حافظت عليها باستمرار. ومن الجوائز ما يلي:
- 2007
  - جائزة التسويق في مطار بروكسل كأفضل شحن جوي في عام 2007.
  - جائزة الشرق الأوسط لوجيستكس لأفضل مشغل ميثاق لعام 2007.
  - حائزة على أعلى تصنيف في فئة الشحن الجوي.
  - جائزة شهادة التميز في الناقل الجوي لعام 2007.
- 2011

جائزة أفضل تصميم منصة شحن جوي في أفريقيا 2011.
- 2012
  - فازت بجائزة الشحن الجوي للعام 2012.
- 2013
  - شركة الشحن الجوي الدولية لعام 2013 في أفريقيا.
  - جائزة إنجاز صناعة الشحن الجوي 2013- الشحن الجوي في أوروبا.
- 2014
  - أسرع شحن جوي دولي لطائرات الشحن لعام 2013 في الهند للشحن الجوي 2014.
  - جائزة إنجازات صناعة الشحن الجوي 2014 - الشحن الجوي في الصين.
- 2015
  - شركة الطيران الدولية للشحن الجوي في أفريقيا- الشحن الجوي لأفريقيا 2015.
  - جائزة خدمة العملاء في مجال صناعة الشحن في حفل توزيع جوائز الشحن الجوي لعام 2015 الشحن الجوي أوروبا.
- 2016
  - جائزة إنجاز صناعة الشحن الجوي لعام 2016 ، جائزة ACW العالمية للشحن الجوي في طيران للشحن آسيا.
  - جائزة شركة الشحن الأسرع نموا لعام 2015، STAT تايمز 2016 الجائزة الدولية للتميز في الشحن الجوي الهند.
- 2017

جائزة ناقلة الشحن الدولي للسنة في افريقيا، جائزة دولية للتميز للشحن الجوي - الشحن الجوي أفريقيا 2017.
- جوائز أخرى
  - شركة الطيران الدولية للشحن الجوي في أفريقيا- الشحن الجوي لأفريقيا 2015.
  - جائزة خدمة العملاء الهواء صناعة الشحن في حفل توزيع جوائز الشحن الجوي 2015 - الشحن الجوي أوروبا.

## الأسطول

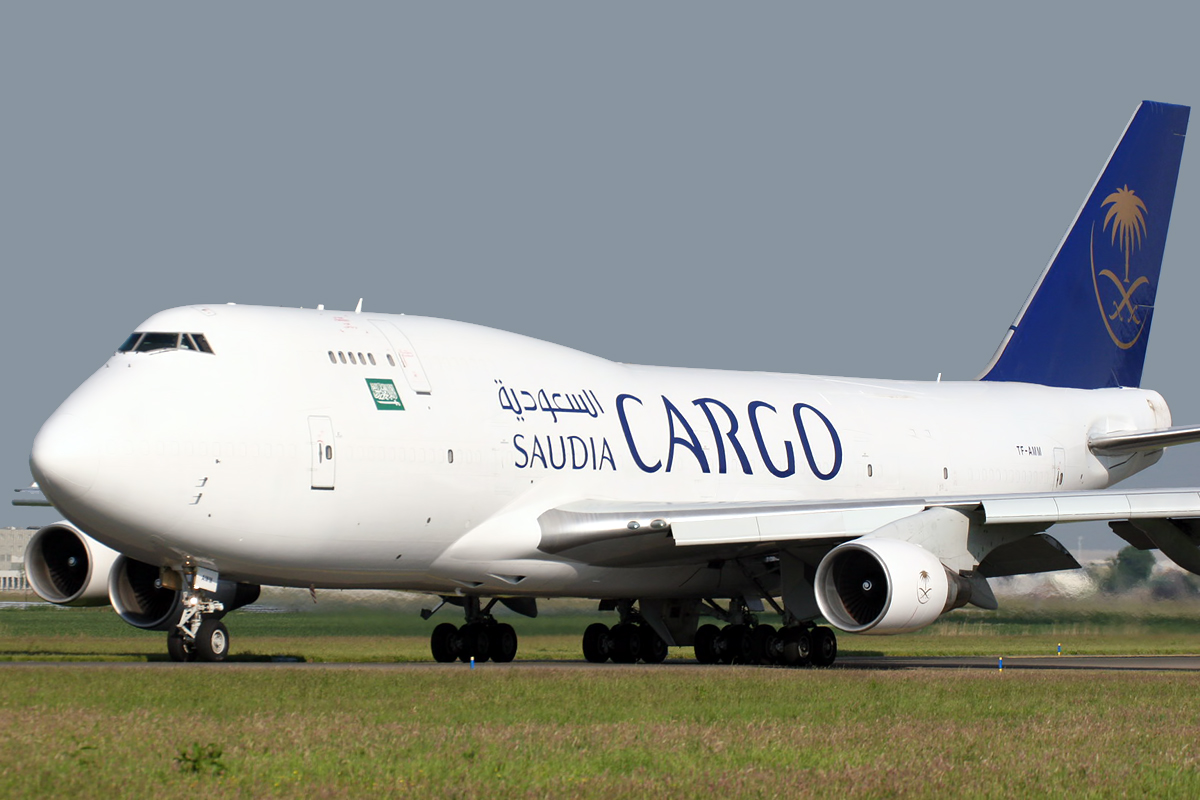
طائرة من طراز بوينغ 747-4H6 تابعة للسعودية للشحن الجوي في مطار أمستردام، 2014

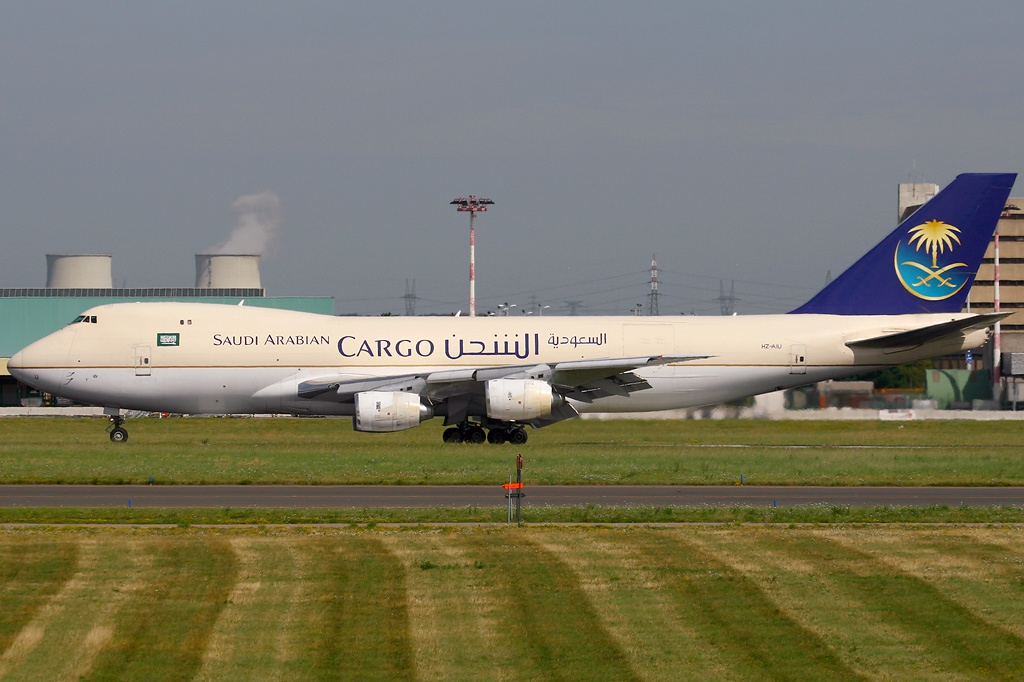
طائرة من طراز بوينغ 777-268 تابعة للسعودية للشحن الجوي في بروكسل - الوطنية (زافنتم)، بلجيكا

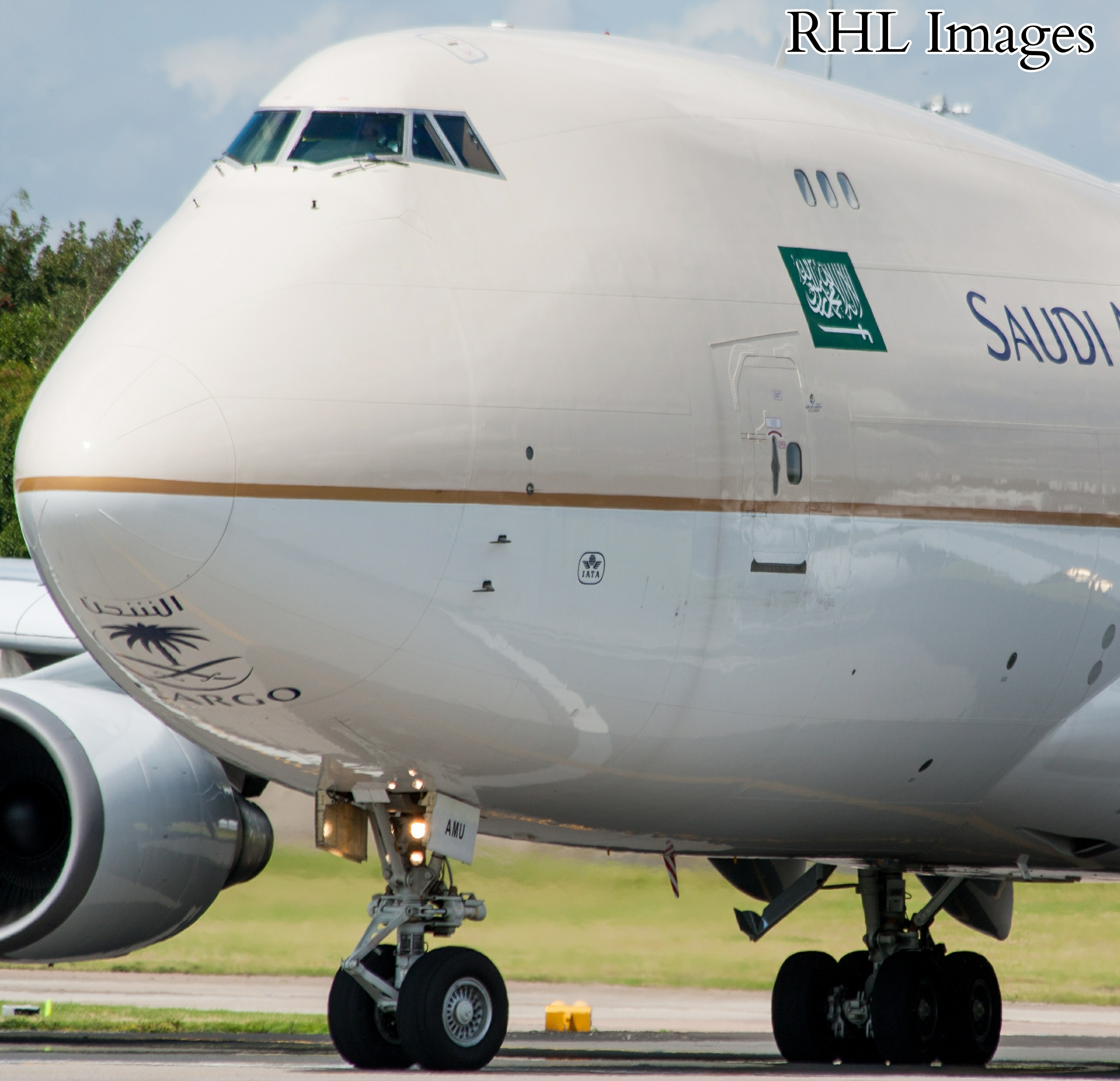
طائرة من طراز بوينغ 747 تابعة للسعودية للشحن الجوي في مطار مانشستر، 2009

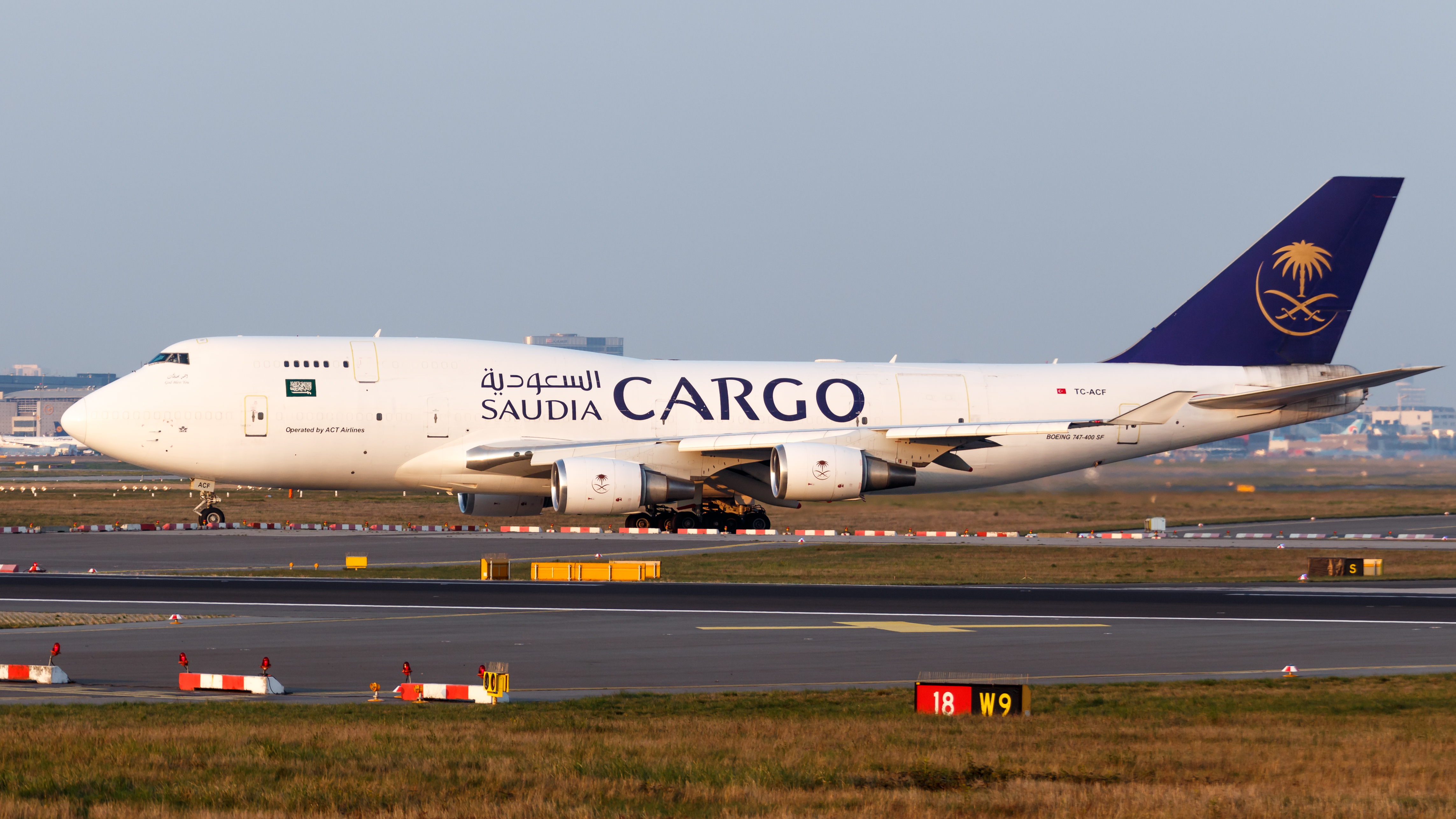
طائرة من طراز بوينغ 747-400 تابعة للسعودية للشحن الجوي في فرانكفورت، ألمانيا

باعتبارها واحدة من شركات الشحن الجوي الرائدة في الشرق الأوسط، فهي توفر جسر بين الشرق والغرب من خلال تغطية واسعة للشبكة، ونقل البضائع بكفاءة مع الحد الأدنى من وقت المناولة الأرضية.
وينقسم الاسطول التابع لها إلى قسمين (شحن) و (ركاب) على النحو التالي:
| أسطول شركة الخطوط السعودية للشحن |         |        |                                                              |
| الطراز                           | المجموع | طلبيات | ملاحظات                                                      |
| بوينغ 777-أف                     | 4       | 0      |                                                              |
| بوينغ 747-8                      | 2       | 0      | طائرة واحدة مخزنة.                                           |
| بوينغ 747-400 أر أف              | 2       | 0      | طائرة واحدة مخزنة، الأخرى تشغلها شركة طيران MyCargo.         |
| بوينغ 777-أف                     | 1       | 0      | تشغلها شركة طيران MyCargo.                                   |
| بوينغ 747-400 بي سي أف           | 5       | 0      | مشغلة عن طريق طيران أتلانتا الآيسلندي و MyCargo للشحن الجوي. |

## وصلات خارجية
- الموقع الرسمي لشركة السعودية للشحن الجوي (بالإنجليزية)